# 韓化臣
韓化臣（1887年—1937年），字惠卿，生於清帝國直隸省天津府滄州東南羅疃村（今中華人民共和國河北省孟村回族自治縣），職業武師，八極門第五代大師。青年時拜張拱辰（景星）為師，習八極、劈掛。為得真傳隨張師入族，成為入室弟子，同時也得師伯黃四海、老師兄李書文獎掖。韓化臣與師兄張毓衡、師弟馬鳳圖、馬英圖一起苦練。四兄弟把馬鳳圖、馬英圖帶來的鹽山劈掛，加以提升發展，這是八極、劈掛結合的又一次飛躍。
在滄縣誌編撰時，韓曾提供大量口述資料，以羅瞳村為主、說明滄州一帶八極武師發展脈絡。